# Mordellistena y-nigrum
Mordellistena y-nigrum es una especie de coleóptero de la familia Mordellidae.

## Distribución geográfica
Habita en Puerto Rico.